# Хоменко Григорій Семенович
Григо́рій Семе́нович Хоме́нко (1903 , Степанці, Канівський повіт, Київська губернія, Російська імперія  — 1969 ) — український радянський політичний діяч, депутат Верховної Ради УРСР 1-го скликання. Член Ревізійної комісії КП(б)У (1938–1940).

## Біографія
Народився 1903 року в бідній селянській родині Семена Романовича Хоменка в селі Степанці, тепер Канівського району Черкаської області. З 1916 року наймитував, був сільським активістом. На початку 1920-х років очолював комітет незаможних селян села Степанці, займався реквізиціями поміщицької землі та майна сільських багатіїв.
У 1923–1927 роках служив у Червоній армії. З 1927 року працював у залізничному відділенні ДПУ УРСР, у робітничо-селянській міліції.
Член ВКП(б) з 1927 року.
Брав активну участь у проведенні колективізації на Дніпропетровщині.
З 1931 року навчався у Харківському інституті народної освіти. З 1934 року працював директором середньої школи міста Дніпропетровська.
У січні — квітні 1938 року — завідувач Дніпропетровського обласного відділу народної освіти. 
Наприкінці квітня 1938 — 9 квітня 1939 року — народний комісар освіти Української РСР .
26 червня 1938 року обраний депутатом Верховної Ради УРСР 1-го скликання по Ново-Василівській виборчій окрузі № 221 Дніпропетровської області.
19 грудня 1938 року Політбюро ЦК КП(б)У рекомендувало звільнити Хоменка з посади народного комісара освіти, «як такого, що не справився з роботою». Офіційно звільнений з посади указом Президії Верхової ради Української РСР від 9 квітня 1939 року.
23 серпня 1946 — 1963 року — завідувач Рівненського обласного відділу народної освіти .
Помер у 1969 році .